# Eucynortella annulipes
Eucynortella annulipes is een hooiwagen uit de familie Cosmetidae.